# Szittyay Dénes
Szittyay Dénes (Verbó, 1887. december 30. – Budapest, 1957. augusztus 22.) jezsuita, pap, miniszteri tanácsos.

## Élete
1904-ben belépett a jezsuita rendbe. A gimnáziumot 1908-ban Kalocsán, a teológiát Innsbruckban végezte el. 1918-ban pappá szentelték, majd történelem-földrajz szakos tanári oklevelet szerzett. Előbb a kalocsai, majd 1923-tól a pécsi Pius Gimnáziumban tanított. 1925-ben távozott a jezsuita rendből, Székesfehérvár-Belvárosban lett káplán. 1926-tól Prohászka Ottokár püspök titkára, 1927-től Alcsúton Habsburg József főherceg udvari papja lett. 1931-ben Vértesacsán adminisztrátor, majd Zsámbékon káplán. 1933-ban Nadapon, 1934-től Pilisszentlászlón, 1939-ben Bakonysárkányban, 1939-től Székesfehérvár-Vasútvidéken, 1942-ben Bakonykútin adminisztrátor, majd 1943-ban kisegítő.
1948-ban Shvoy Lajos püspök az egyházjog szabályai szerint figyelmeztette, majd felfüggesztette, mert nyíltan együttműködött a kommunista rezsimmel; végül kiközösítette az engedelmességet megtagadó papot. Ezt követően a Vallás- és Közoktatásügyi Minisztériumban lett miniszteri tanácsos. 1949-ben kistarcsára internálták.

## Művei
- 1915-1917 Haynald Lajos bíboros, kalocsai érsek élete I-II Kalocsa. (Klny. kalocsai főgimnázium értesítője)
- 1942 A jezsuiták visszatelepítésének kérdése Magyarországon a 19. század első felében.
- P. Szántó István élete és kora. (kézirat)[2]